# ТОР «Сарапул»
Территория опережающего социально-экономического развития «Сарапул» — территория городского округа Сарапул в Удмуртской Республике, на которой действует особый правовой режим предпринимательской деятельности. Образована в 2017 году. По состоянию на 2020 год на территории зарегистрировано 30 резидентов, общая сумма заявленных инвестиций составляет 22,7 млрд рублей.

## Развитие территории
В 2014 году Сарапул был включён в перечень монопрофильных муниципальных образований (моногородов) что впоследствии дало городу право на оформление статуса территории опережающего социально-экономического развития. ТОР «Сарапул» была создана в соответствии с Постановлением Правительства РФ от 29 сентября 2017 года № 1178 с целью привлечения в город инвестиций, не связанных с деятельностью градообразующих предприятий (ОАО «Сарапульский электрогенераторный завод», ОАО «Элеконд», АО «Сарапульский радиозавод»).
В 2021 году доля инвестиций резидентов ТОР Сарапула выросла до 39 %. Отмечалось снижение уровня безработицы.

## Условия для резидентов
Требования к потенциальным резидентам ТОР «Сарапул» предусматривают, что компании-соискатели должны быть вести деятельность исключительно на территории города, предоставить минимальный объем инвестиций не менее 2,5 млн рублей (без учета НДС) в течение первого года, создать не менее 10 новых рабочих мест в течение первого года, ограничить привлечение иностранной рабочей силы до 25 % максимум, не находиться в процессе ликвидации, банкротства или реорганизации и соответствовать профильным видам деятельности ТОР. Для резидентов предусмотрен льготный налоговый режим: налог на прибыль в федеральный бюджет обнуляется, отчисления в региональный бюджет составят не более 5 % в течение первых пяти лет с момента первой прибыли, затем не более 10 %. Обнуляются налоги на землю и имущество, страховые взносы снижаются до 7,6 %.

## Резиденты
Крупнейшим проектом в рамках ТОР «Сарапул» является строительство логистического центра компании Wildberries. Реализация проекта подразумевает создание 2,5 тыс. новых рабочих мест. Площадь логистического центра составит 50 тыс. кв. метров, общий объем инвестиций оценивается в 2,5 млрд рублей.
Среди прочих проектов: ООО «Фабрика сладостей» строит предприятие по производству кондитерских изделий, компания «Роэлпром» планирует открыть производство электрического оборудования, комплектующих и принадлежностей для транспортных средств, Сарапульская операционная компания запускает процессинговый центр.